# Paul Couet-Lannes
Pour le prêtre canadien, voir Thomas Couët.
Pour les articles homonymes, voir Lannes.
Pas d'image ? Cliquez ici

a Compétitions nationales et continentales officielles uniquement.

Dernière mise à jour le 9 mars 2025.
Paul Couet-Lannes, né le 12 mars 1991 à Pau (Pyrénées-Atlantiques), est un joueur français de rugby à XV. Il évolue au poste d'arrière, ailier ou centre au Anglet ORC.

## Biographie
Paul Couet-Lannes commence le rugby à l'âge de 6 ans à la Section paloise, puis rejoint le Pôle Espoir de Bayonne à 15 ans. Il signe au centre de formation de Biarritz en 2009 et joue son premier match de Top 14 lors de la saison 2008-2009.
Il intègre le pôle France au Centre national du rugby de Marcoussis. Après une première rupture des ligaments croisés du genou en février avec l’Équipe de France des moins de 19 ans, il rechute lors de sa reprise en octobre 2010 et rate l'intégralité de la saison 2010-2011.
Après sept saisons au BO, il rejoint le Stade montois en 2016 puis Anglet deux saisons plus tard.
Le 1er février 2020, il participe au Supersevens 2020 à la Paris La Défense Arena avec l'Aviron bayonnais.
En 2020, il devient directeur de sites à Bordeaux pour l'organisation de la Coupe du monde 2023. Il est titulaire d'un BTS management des unités commerciales et d'un master en Business Development de Toulouse Business School.

## Palmarès
- Vainqueur du Challenge européen : 2012
- Sélectionné en Équipe de France -18 ans[2].